# Gatinho (futebolista)
Victor Corrêa Gonçalves (Niterói, 13 de janeiro de 1912 — Rio de Janeiro, 9 de julho de 1984) foi um futebolista brasileiro que atuava como goleiro. Apelidado de gatinho, Victor destacou-se na década de 1930 quando jogou no Botafogo. Tricampeão Carioca em 1932, 1933 e 1934.
Victor ficou quinze rodadas do Campeonato Carioca de Futebol de 1932 sem sofrer gols. Também foi com ele que o time alvinegro derrotou a Seleção Uruguaia campeã olímpica e do mundo. O goleiro recebeu o epíteto de "Nada além de um" e chegou à Seleção Brasileira, onde fez quatro partidas, sofrendo apenas 3 gols. Victor era bastante folclórico e só entrava em campo após uma leve dose de cachaça que segundo ele "era para ganhar coragem". Contudo, sua carreira foi curta. Em fevereiro de 1935, lesionou-se numa partida contra o River Plate e abandonou o futebol. Victor também ficou marcado por ser contra o profissionalismo no futebol que crescia nos anos 30 do século XX no Rio de Janeiro.